# Madascincus minutus
Madascincus minutus (Raxworthy & Nussbaum, 1993) è un sauro della famiglia Scincidae, endemico del Madagascar.